# Paulo César Tinga
Paulo César Tinga (* 13. leden 1978) je bývalý brazilský fotbalista.

## Reprezentační kariéra
Paulo César Tinga odehrál za brazilský národní tým v letech 2001–2007 celkem 4 reprezentační utkání.

## Statistiky
| Brazílie | Brazílie | Brazílie |
| Roky     | Záp.     | Góly     |
| -------- | -------- | -------- |
| 2001     | 2        | 0        |
| 2002     | 0        | 0        |
| 2003     | 0        | 0        |
| 2004     | 0        | 0        |
| 2005     | 0        | 0        |
| 2006     | 1        | 0        |
| 2007     | 1        | 0        |
| Celkem   | 4        | 0        |